# Vassträckspindel
Vassträckspindel (Tetragnatha striata) är en spindelart som beskrevs av Ludwig Carl Christian Koch 1862. Vassträckspindel ingår i släktet sträckkäkspindlar, och familjen käkspindlar. Arten är reproducerande i Sverige. Inga underarter finns listade i Catalogue of Life.